# アドルフ・ブロンニャール
アドルフ・テオドール・ブロンニャール（仏：Adolphe Théodore Brongniart、1801年1月14日 - 1876年2月19日）は、フランスの植物学者。古植物学のパイオニアの一人である。

## 生涯と業績
パリに生まれた。祖父は建築家のアレクサンドル＝テオドール・ブロンニャールであり、父親は地質学者のアレクサンドル・ブロンニャールである。1822年から1825年の間、海外を旅し、パリ大学で医学と植物学を学び、薬草に関する論文、"Mémoire sur la famille des Rhamnées, ou, Histoire naturelle et médicale des genres qui composent ce groupe de plantes"で学位を得た。ソルボンヌの医学校で教師を務め、1833年にパリ植物園の植物学と植物生理学の教授となった。1834年にフランス科学アカデミーの会員となり、後年はフランスの科学行政の監査官などを務めた。現存する植物と古代の植物の関係を研究し、「古植物学の父」という評価を得た。
1821年に先史時代の植物の分類の試み、1828年に著作、『化石植物の植物誌序論』を著した。主著は、1828年から1847年までかかって、出版された『化石植物の植物誌』2巻で、各年代の地層に含まれる化石植物について解説した。
1841年にロンドン地質学会からウォラストン・メダルを受賞した。ビクトル・オードワン、ジャン＝バティスト・デュマとともに"Annales des Sciences Naturelles"を創刊し、1854年にフランス植物学会を設立し初代の会長を務めた。
マメ科の属、Brongniartia Kunthやヤシ科の Brongniartikentia Beccなどに献名されている。